# Pavlodar
Pavlodar er en by i det nordøstlige Kasakhstan og tjener som forvaltningssæde for Pavlodar oblast.
Geografisk ligger byen i Sibirien og har et klima, der er præget af langvarige og kolde vintre og korte, men lune somre. Den ligger langs floden Irtysj 400 km nordøst for landets hovedstad Astana og 110 km vest for grænsen til Rusland. Den indgår i Den mellemste Horde (kasakhisk: Орта жүз tr. Orta zjüz mellemste zjüs) ifølge de traditionelle kasakhiske opdeling i horder, og som efter Sovjetunionens sammenbrud har domineret landets politiske liv.
Landskabet om Pavlodar er meget præget af steppeland og saltsøer afbrudt af en del nåleskov langs Irtysj, som muliggør moderat jagt og lystfiskeri.
Byen har en stor industri, især en kemisk industri, traktorfabrik o.a. Økonomisk tilbagegang i kølvandet på Sovjetunionens sammenbrud i 1991 og udvandring af højt kvalificeret arbejdskraft til primært Rusland blev bremset i slutningen af 1990-erne, og der har siden da været moderat økonomisk vækst i byen.
Der er en lufthavn og banegård i byen, og toget forbinder Pavlodar med daglige afgange til Alma-Ata, Astana, Barnaul, Omsk (Rusland) og Novosibirsk (Rusland). Udfaldsvejene fører mod vest til Astana, mod nord og øst til Rusland (Omsk oblast), mod syd-sydøst til Semej (Semipalatinsk) i Öskemen oblast (Ust' Kamenogorsk), hvor Sovjetunionens underjordiske atomprøvesprængninger fandt sted i 1960'erne.
De mest talte sprog i byen er russisk og kasakhisk.
Pavlodar huser en række arkitektoniske perler såvel af gammel — interessant gammel russisk bymidte — som af ny dato; af de sidste især skal nævnes den prægtige Maskhur Jusup Centralmoske, der er Centralasiens største moske og en af de højeste i verden. Den er sunnitisk og finansieret for en stor del af midler fra Saudiarabien. En næsten lige så stor perle er Pavlodars ortodokse kirke, genrejst ved indsamling blandt lokale, og som har udsigt til Irtysj-floden, samt den Jødiske Synagoge. Desuden er der et rekreativt område ved flodbredden med park, promenade, badestrand og motionsfaciliteter.